# Schema di Darién
Lo Schema di Darién fu un fallimentare tentativo da parte del Regno di Scozia di instaurare una colonia sull'Istmo di Panama, nella regione del Darién.

## Contesto storico

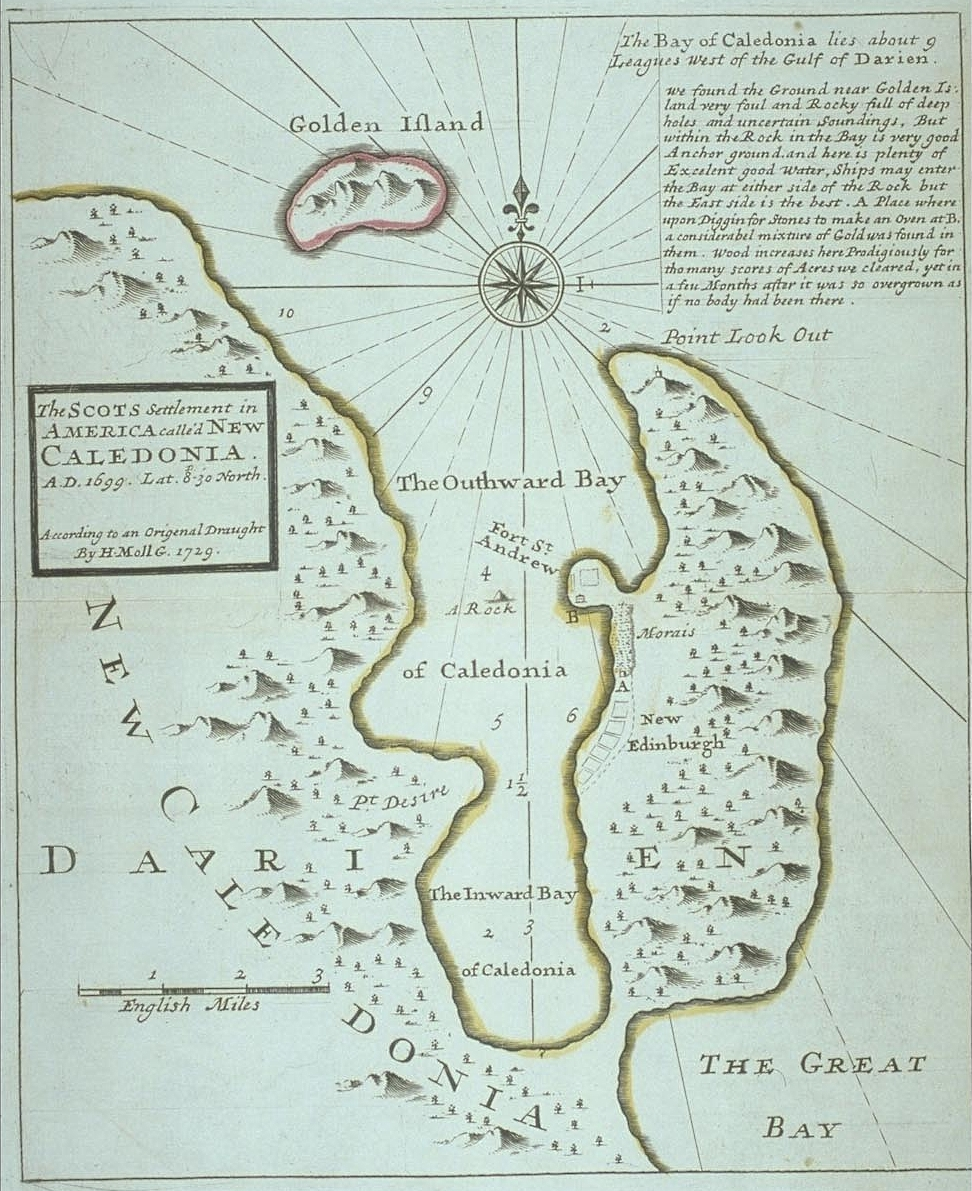
La baia di Caledonia, parte occidentale del Golfo di Darién.

Alla fine del XVII secolo per la Scozia iniziò un periodo economicamente difficile.
L'economia del paese era di dimensioni ridotte, la quantità di esportazioni limitata e, soprattutto, la Scozia si trovava in posizione di debolezza rispetto alle grandi potenze europee, compresi i vicini Inglesi con il loro impero coloniale oltreoceano. In un tale periodo di incertezza economica, di crescita delle barriere tariffarie, e di nuove rivalità commerciali in Europa, la Scozia si ritrovò incapace di fronteggiare gli effetti di tali conflitti commerciali.
Il regno era dotato di una modesta Marina militare, e non commerciava alcuno dei beni di lusso di cui all'epoca esisteva un'elevata richiesta. A partire dal 1690, inoltre, si verificarono diversi anni di carestia su vasta scala nei raccolti, che ebbero come conseguenza la fame ed il periodo battezzato come "ill years" ("anni malati"). Di conseguenza la posizione economica della Scozia non fece altro che peggiorare ulteriormente.
Di fronte ad una situazione tanto allarmante, il Parlamento di Scozia intentò diverse strade per porvi rimedio. Nel 1695 fu fondata la Banca di Scozia; con l'Act for the Settling of Schools fu creato un sistema scolastico basato sulla suddivisione parrocchiale del territorio per la pubblica istruzione nell'intero Regno; e venne costituita con capitale pubblico la Company of Scotland per il commercio con l'Africa e le Indie.
Nel tentativo espansionistico, gli scozzesi inviarono colonizzatori nella colonia inglese del New Jersey e tentarono invano di creare una colonia a Stuart's Town in quello che oggi è lo stato della Carolina del Sud. L'interesse della Company of Scotland divenne rapidamente quello di realizzare lo schema di Darién, un ambizioso piano escogitato dal banchiere William Paterson per insediare una colonia sull'Istmo di Panamá nella speranza di stabilire scambi commerciali con l'estremo oriente, secondo la stessa idea che molto tempo dopo avrebbe portato alla costruzione del canale di Panama. La Company of Scotland cercò fondi a Londra per la realizzazione dello schema. Tuttavia il governo inglese si oppose all'idea a causa della guerra in corso contro la Francia, e per la volontà di non irritare la Spagna che rivendicava i territori come facenti parte di Nuova Granada, il che costrinse gli investitori inglesi a ritirarsi. Al ritorno a Edimburgo la Company riuscì a raccogliere 400.000 sterline in poche settimane grazie ai contributi provenienti da scozzesi di ogni classe sociale, per un totale pari all'incirca ad un terzo della ricchezza dell'intera Scozia.

## Prima spedizione
La prima spedizione di cinque navi (Saint Andrew, Caledonia, Unicorn, Dolphin, ed Endeavour) salpò da Leith il 14 luglio 1698, con quasi 1200 persone a bordo, e l'ordine di "procedere verso il Golfo di Darién, raggiungere l'isola chiamata Isola d'Oro... procedere per poche leghe sottovento verso la foce del grande Fiume di Darien... e quindi stabilire una colonia sulla terraferma". Passando da Madera e dalle Indie Occidentali, la flotta toccò terra lungo la costa di Darién il 2 novembre. I colonizzatori battezzarono la loro nuova patria Nuova Caledonia.
I nuovi abitanti scavarono un canale attraverso il lembo di terra che divideva una parte del porto della Baia di Caledonia dall'oceano, e sulla penisola retrostante il canale edificarono Fort St. Andrew, equipaggiandolo con cinquanta cannoni. Su una montagna, dalla parte opposta del porto, venne innalzata una postazione di vedetta. Nelle vicinanze del forte furono costruite le abitazioni dell'insediamento principale, New Edinburgh, e fu bonificato il terreno per piantare patate dolci e mais. Per la maggior parte dei colonizzatori giunti a Darién, la spedizione si sarebbe rivelata un clamoroso e tragico errore di sottovalutazione.
L'agricoltura si dimostrò di difficile realizzazione e le locali tribù indigene, sebbene pacifiche, si dimostrarono restie ad accettare pettini e ninnoli offerti come merce di scambio dai coloni. All'inizio dell'estate successiva l'afa soffocante, assieme ad altri fattori, provocò un elevato numero di decessi nella colonia. La mortalità arrivò a colpire fino a 10 persone al giorno, nonostante le cure e l'assistenza dei nativi. Nel frattempo Re Guglielmo dispose che le colonie inglesi in America non rifornissero gli insediamenti scozzesi: la scarsità di provviste, in combinazione con un clima sconosciuto, caldissimo ed umido, presto favorì la diffusione della febbre e la morte di molti coloni. Nel luglio del 1699 la colonia venne abbandonata.
Solo 300 persone sopravvissero, e solo una nave riuscì a fare ritorno in Scozia. Ad un'altra nave che raggiunse in condizioni disperate la città di Port Royal, in Giamaica, fu rifiutata qualsiasi forma di assistenza, su ordine del governo inglese.

## Seconda spedizione
L'eco della prima disastrosa spedizione non raggiunse la Scozia in tempo per evitare una seconda partenza che coinvolse oltre 1000 persone. La seconda spedizione arrivò a destinazione il 30 novembre 1699, giorno di Sant'Andrea e festa nazionale scozzese.
Alla fine sopravvissero solo poche centinaia di colonizzatori, rispetto ai 2500 partiti dalla Scozia.

## Conseguenze del fallimento
Il fallimento dello schema di Darién è stato spesso indicato come una delle cause per cui la Scozia firmò l'Atto di Unione del 1707. Gli Inglesi accettarono di accollarsi il debito del governo scozzese verso i sottoscrittori dello Schema, e probabilmente questa fu una delle motivazioni principali per cui il governo della Scozia non si oppose agli Atti di Unione con la stessa forza impiegata contro i precedenti tentativi di fondere i due paesi, nonostante l'opinione pubblica in Scozia fosse ancora largamente contraria.